# Jungfernstraße (Bützow)
Die  Jungfernstraße   (auch: Neue Straße) ist eine Anliegerstraße im historischen Stadtkern der ehemaligen Bischofsresidenz und Universitätsstadt Bützow im Landkreis Rostock in Mecklenburg.

## Geografische Lage
Die  Jungfernstraße  verbindet als Einbahnstraße die Lange Straße mit dem Pferdemarkt. Als Quergasse ist die Horwitzgasse (auch: Horwitzstraße) in Verbindung zur Kreuzung Gödenstraße und Breite Straße an diese Straße angeschlossen. Der Fahrbahnbelag besteht aus mit Asphalt.

## Geschichte
Die Straße gehört zu den „Neuanlagen“ der Altstadt im 18. Jahrhundert. Sie erhielt erst nach dem dritten Stadtbrand von 1716 die heutige, direkt auf den ebenfalls neu angelegten Neuer Markt und das Rostocker Tor führende Trasse und wurde deshalb zunächst Neue Straße genannt, aus welchem Grunde sich dieser Name bereits wenige Jahre später zu Jungfernstraße gewandelt hat, ist nicht bekannt.

## Ergründung des Straßennamens
Die erste schriftliche Überlieferung für den Grund der Namensänderung, gehen auf den Dekan und späteren Rektor der Friedrichs-Universität Bützow, Ernst Johann Friedrich Mantzel im Jahr 1764 zurück. Mantzel schrieb eine schlüssige Erklärung in den Bützowsche Ruhestunden. Er bezog sich auf die Jungfräulichkeit der Straße, die eine scherzhafte Bezeichnung für den ursprünglichen Namen Neue Straße sei.
Eine weitere Überlieferung wurde innerhalb der Stadt durch den Volksmund weitergetragen. So heißt es, die Benennung der Jungfernstraße geht auf die frommen Schwestern vom gemeinsamen Leben im 15. Jahrhunderten gegründeten Kloster Betlehem zu Bützow zurück.

## Straßenname im Wandel der Zeit
In dem noch erhaltenen Archivmaterial wird die Neue Straße zum ersten Mal im Jahr 1718 namentlich erwähnt.  Von 1736 bis 1767 behält die Straße den erhaltenen Namen. 
Die heutige Namensform Jungfernstraße wurde in dem Archivmaterial der Stadt aus dem Jahr 1779 zum ersten Mal erwähnt und ist bis heute unverändert geblieben.

## Bebauung

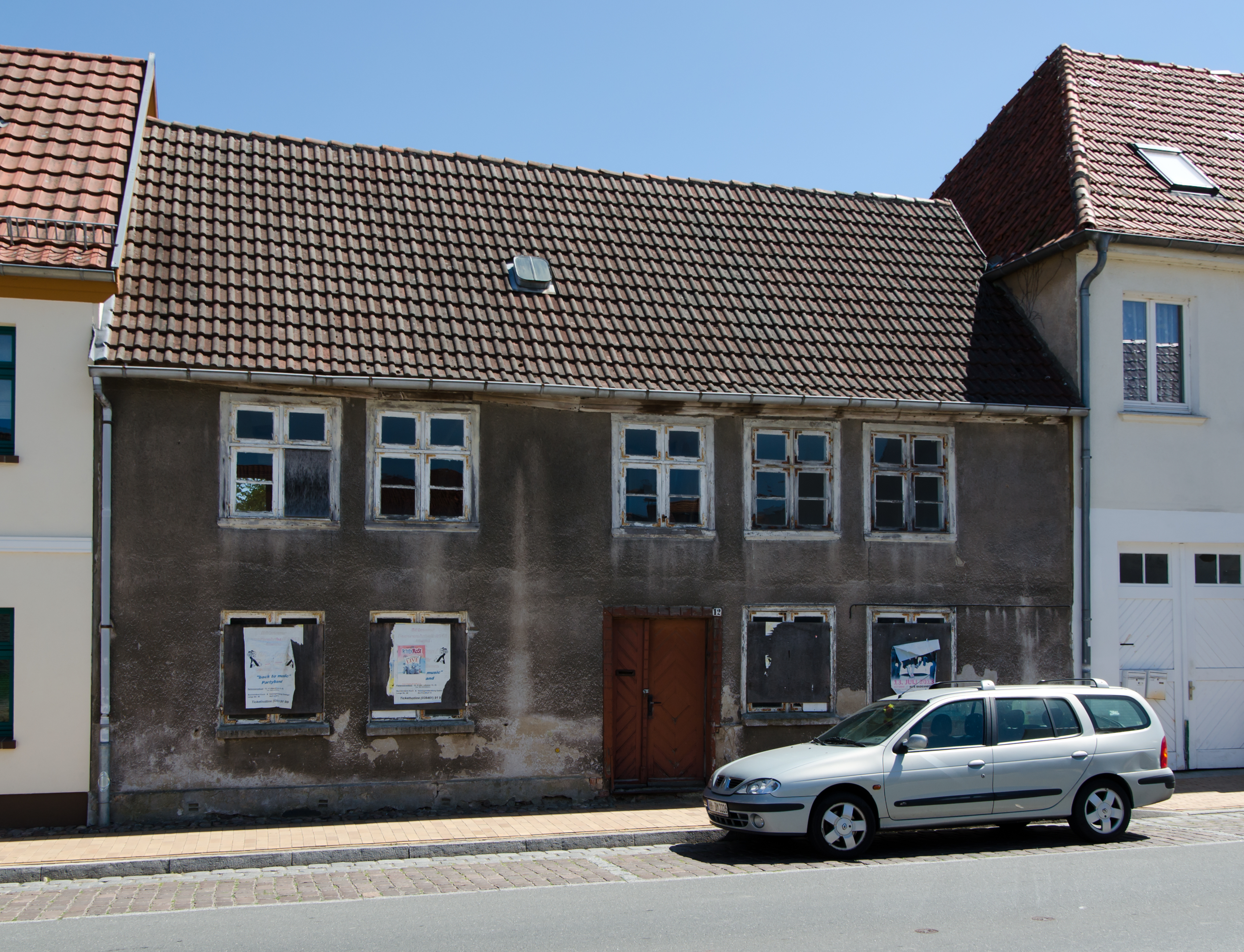
Jungfernstraße 12
(Baudenkmal existiert nicht mehr.)

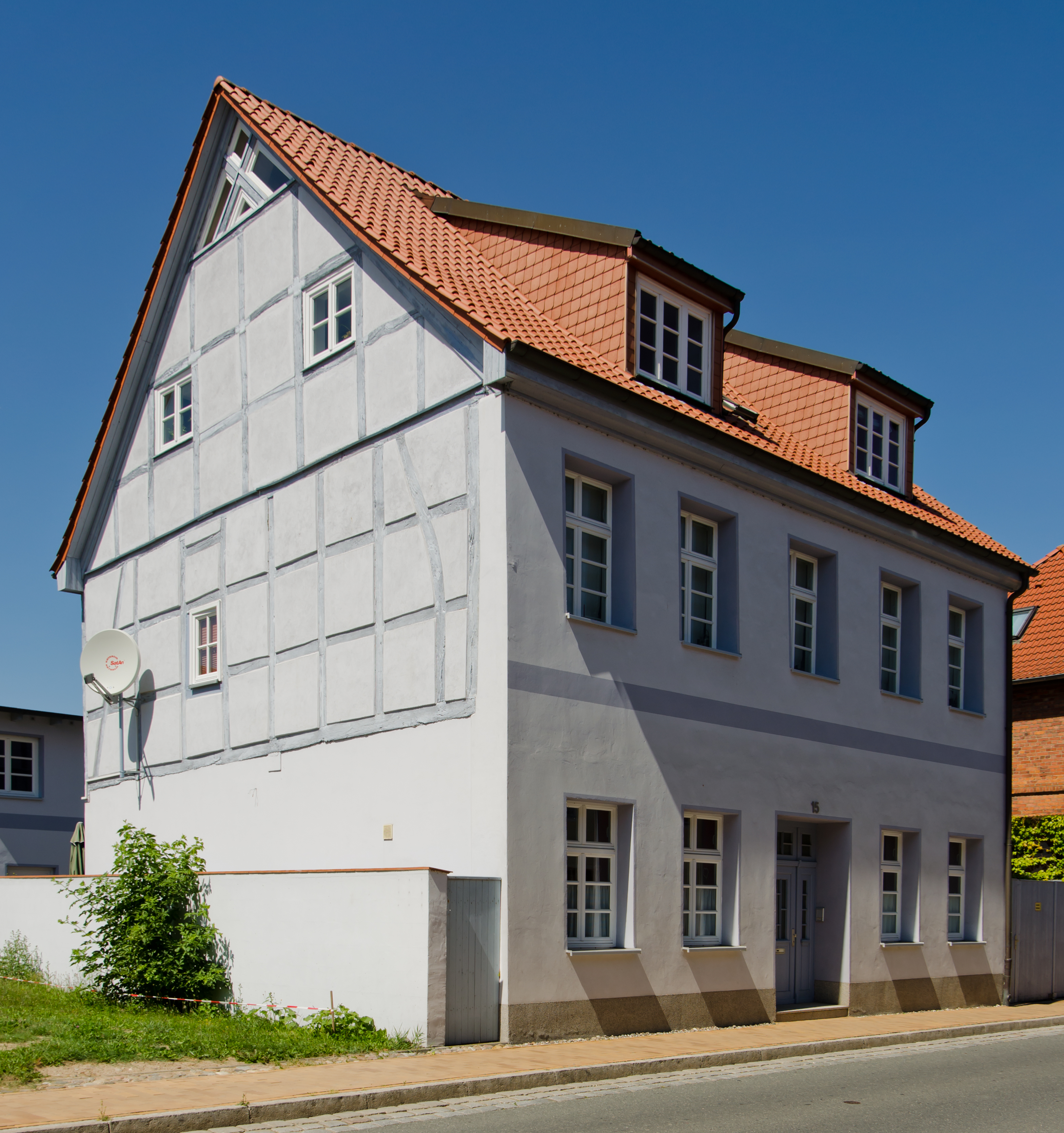
Jungfernstraße 15

An der Straße stehen zumeist zwei- bis dreigeschossige Wohn- und Geschäftshäuser. Bis 1900 waren folgende Häuser gebaut und Hausnummern vergeben.
Die Denkmalplakette  kennzeichnet Baudenkmale der Jungfernstraße.
| Haus Nr. | Historische Haus- nummer bis 1908 |  | Geschichtliche Anmerkungen                                                            | Eigentümer oder Verwendung |
| -------- | --------------------------------- |  | ------------------------------------------------------------------------------------- | --- |
| 1        | 270                               |  | Haus existiert nicht mehr.                                                            | ehemals: Schneidermeister Wilhelm Plate, später: Barbier Karl Sievert                                                                         |
| 2        | 294                               |  | Haus existiert nicht mehr.                                                            | ehemals: Hutmacher & Kaufmann Gustav Monika, später: Schuhmacher Bernhard Rieckhof                                                            |
| 3        | 271                               |  | Haus existiert nicht mehr.                                                            | ehemals: Glasermeister Heinrich Lange, später: Schuhmacher Bernhard Rieckhof                                                                  |
| 4        | 293                               |  | Haus existiert nicht mehr.                                                            | ehemals: Schuhmachermeister Franz Becker, später: Arbeiter Martin Sievert                                                                     |
| 5        | 272                               |  |                                                                                       | ehemals: Schmiedemeister Carl Lück, später:Schmiedemeister Albert Hamann                                                                      |
| 6        | 292                               |  | Haus existiert nicht mehr.                                                            | ehemals: Schmiedemeister Heinrich Jonas, später: Schuhmacher Johann Friedrich Grube                                                           |
| 7        | 273                               |  |                                                                                       | ehemals:Schustermeister Christoph Ewald, später: Schlachter Heinrich Witt                                                                     |
| 8        | 291                               |  | Haus existiert nicht mehr.                                                            | ehemals: Schustermeister Christian Wiechert, später: Gerbermeister Triebsees zu Rostock                                                       |
| 9        | 274A                              |  | Neubau der Nr. 9 / 11 in den 2020er Jahren, ursprüngliches Haus existiert nicht mehr. | ehemals: Handelsmann Julius Gumpel, später: Tischler Albert Mahncke                                                                           |
| 10       | 290                               |  |                                                                                       | ehemals:Hutmachermeister Friedrich Bohnsack, Schlossermeister Franz Steinfatt, später: Hutmacher F. Bohnsack                                  |
| 11       | 274B                              |  | Neubau der Nr. 9 / 11 in den 2020er Jahren, ursprüngliches Haus existiert nicht mehr. | ehemals: Handelsmann Marcus Löwenthal, später: Böttchermeister Carl Altmann                                                                   |
| 12       | 289                               |  | Haus existiert nicht mehr.                                                            | ehemals: Tischlermeister Johann Hillbrecht, später:Tischlerfrau Sophie Brott                                                                  |
| 13       | 275                               |  | Haus existiert nicht mehr.                                                            | ehemals: Drechslermeister Johann Reinke, Schustermeister Wilhelm Bath, später:Töpfer Hermann Leetz                                            |
| 14       | 288                               |  |                                                                                       | ehemals: Ackerbürger Witwe Anna Junghans, später: Arbeiterfrau Anna Köster                                                                    |
| 15       | 276                               |  |                                                                                       | ehemals: Tischlermeister Johann Teßmann, Zimmerermeister Karl Saske, später: Müllerwitwe Magdalene Tiede                                      |
| 16       | 287                               |  |                                                                                       | ehemals:Schustermeister Friedrich Lander, Sergeanten Johann Gabriel, später: Klempnerfrau Minna Werner                                        |
| 17       | 277                               |  |                                                                                       | ehemals: Böttchermeister Heinrich Fleischhauer, Schustermeister Heinrich Ritter, später: Schuhmachermeister Heinrich Ahrendt                  |
| 18       | 286                               |  |                                                                                       | ehemals: Böttcher Justus Schröder, Schustermeister Friedrich Kiel, später: Telegraphisten-Witwe Marie Höppner                                 |
| 19       | 278                               |  |                                                                                       | ehemals: Schlossermeister Friedrich Roß, Klempnermeister Ludwig Schultz, später: Webermeister Christian Krohn                                 |
| 20       | 285                               |  |                                                                                       | ehemals: Stellmacherei Wilhelm Deltow, später: Schlachter-Witwe Ida Vick                                                                      |
| 21       | 279                               |  | Haus existiert nicht mehr.                                                            | ehemals: Schuhmachermeister Wilhelm Rampke, später: Schuhmachermeister W. Rampke                                                              |
| 22       | 284                               |  | Neubau der Nr. 22 in den 2020er Jahren, ursprüngliches Haus existiert nicht mehr.     | ehemals: Sattlermeister Heinrich Behnke, später: Sattlermeister Louis Behncke                                                                 |
| 24       | 283                               |  |                                                                                       | ehemals: Lohngerber Christoph Herbst, später: Glasermeister Friedrich Robertz                                                                 |
| 26       | 282                               |  |                                                                                       | ehemals: Malermeister Carl Seglitz, später: Wollspinner Johann Lübs                                                                           |
| 28       | 281                               |  |                                                                                       | ehemals: Sattlermeister Gustav Mahnke, später: Sattlermeister Ludwig Schleiff                                                                 |
| 30       | 280                               |  |                                                                                       | ehemals: Nagelschmiedemeister Carl Block, Schustermeister Wilhelm Seidel, Schmiedemeister Heinrich Kirstein, später: Kaufmann Richard Schultz |